# William Duff (1er comte de Fife)
William Duff, 1er comte Fife (1697 - 30 septembre 1763), de Braco, Banff, est un propriétaire foncier et homme politique écossais qui siège à la Chambre des communes de 1727 à 1734.

## Jeunesse
Duff est le fils aîné survivant de William Duff, marchand, de Dipple et Braco, et de sa femme Jean Gordon, fille de Sir George Gordon, commissaire de la Comté au Parlement d'Écosse, d'Edinglassie, Aberdeen,,. En 1719, il épouse Lady Janet Forbes, veuve de Hugh Forbes, de Craigievar, et deuxième fille de James Ogilvy, comte de Findlater. Elle meurt en 1720 et en 1723 il épouse Jean Grant, deuxième fille de Sir James Grant, 6e baronnet, de Pluscardine. Il hérite des domaines substantiels de son père à sa mort en 1722.

## Carrière

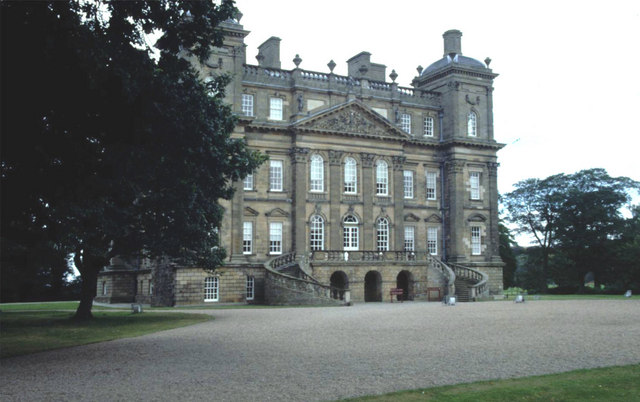
Duff House, Banff

Duff est élu sans opposition comme député de Banffshire lors des élections générales britanniques de 1727. Il vote contre le gouvernement sur les Hessois en 1730 et vote également contre l'administration sur l'abrogation de la loi septennale en 1734. Aux élections générales britanniques de 1734, il se retire en faveur de son beau-frère James Abercrombie. Abercrombie est un partisan du gouvernement et, en récompense, Duff est créé Lord Braco de Kilbryde dans la pairie d'Irlande le 28 juillet 1735. Il continue à dominer la scène politique à Banffshire. En 1740, il commande la construction de Duff House à Banff. Il est plus tard créé comte Fife et vicomte Macduff, également dans la pairie d'Irlande, par lettres patentes datées du 26 avril 1759, après avoir prouvé sa descendance des MacDuffs, comtes de Fife.

## Mort et héritage

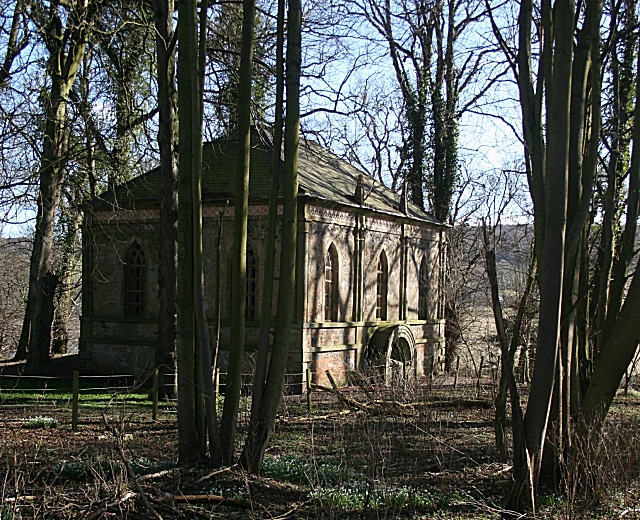
Mausolée de la maison Duff

Lord Fife meurt le 30 septembre 1763, et est inhumé dans l'église paroissiale de Grange, avant d'être transféré au mausolée de Duff House.
De sa seconde épouse Jean, il a cinq fils et six filles. L'aîné, James, succède à son père en tant que comte. À sa mort sans descendance en 1809, il est remplacé par son jeune frère Alexandre. Un autre fils, Arthur, devient député.